# Kenneth Branagh
Sir Kenneth Charles Branagh (* 10. prosince 1960 Belfast, Severní Irsko) je britský herec, režisér, scenárista a producent. Je známý díky svým filmovým adaptacím Shakespearových her.

## Životopis
Jako devítiletý se společně s rodinou odstěhoval ze Severního Irska do Readingu nedaleko Londýna. Důvodem byly neustálé roztržky mezi katolíky a protestanty, známé jako Troubles, které kulminovaly před jejich stěhováním. V nové škole ho spolužáci šikanovali kvůli irskému přízvuku. Rychle se naučil ten anglický a dodnes je znám tím, že dokáže napodobit libovolný přízvuk. Jako osmnáctiletý získal stipendium na prestižní londýnské Royal Academy of Dramatic Art, kde se stal jedním z nejúspěšnějších studentů ročníku. Po studiu hrál v divadlech na West Endu i s Royal Shakespeare Company ve Stratfordu nad Avonou a získával pozitivní ohlasy od britských kritiků, kteří ho nazývali nejlepším britským divadelním hercem své generace.

## Tvorba
Do povědomí širší veřejnosti se zapsal zejména svým ztvárněním Jindřicha V. Ve svých třiadvaceti letech byl nejmladším hercem, který kdy hlavní roli v této Shakespearově historické hře v produkci Royal Shakespeare Company hrál. Později příběh o Jindřichovi V. přepsal do filmové verze. Sám si také zahrál hlavní postavu a ujal se i režie. Za svůj debut na půdě celovečerního filmu si vysloužil v roce 1990 oscarové nominace za nejlepšího herce v hlavní roli a nejlepšího režiséra. V této době založil také divadelní soubor Renaissance Theatre Company, jehož patronem se stal princ Charles.
Mimo adaptaci Jindřicha V. natočil i Mnoho povyku pro nic odehrávající se ve slunečném Toskánsku. Jeho čtyřhodinová verze Hamleta s plejádou hollywoodských herců patří k jednomu z nejlepších a kritikou nejoceňovanějších filmových zpracování příběhu o dánském princi a vynesla Branaghovi nominaci za nejlepší adaptovaný scénář. Z dalších Shakespearovských her na filmové plátno převedl i komedii Marná lásky snaha, kterou pojal ve stylu muzikálů z třicátých let, a Jak se Vám líbí, které zasadil do prostředí Japonska. Objevil se i ve filmových adaptacích Shakespearových her jiných režisérů: V Othellovi od Olivera Parkera ztvárnil Jaga, objevil se i v dokumentu Al Pacina o Richardu III. Podle svých slov plánuje v blízké budoucnosti natočit ještě Macbetha a Zimní pohádku.
Diváci ho znají i z jeho zpracování Frankensteina, jako narcistického učitele obrany proti černé magii Zlatoslava Lockharta z filmů o Harrym Potterovi, jako melancholického švédského detektiva z Wallandera nebo jako režiséra komiksového Thora. V Británii je také známý jako divadelní herec a režisér. Například jeho herecký výkon ve hře Ivanov od A. P. Čechova v roce 2008 řada předních kritiků označila za „herecký výkon roku“. Branagh také v minulosti několikrát zmínil, že by si jednou přál být uměleckým ředitelem nějakého divadla. V roce 2021 natočil autobiografickou reminiscenci z dětství v severoirské metropoli, snímek Belfast.

## Osobní život
Branagh se v roce 1989 oženil s Emmou Thompson, kterou poznal během natáčení Fortunes of War. Jako ještě neznámou herečku ji obsazoval do většiny svých filmů. Po rozvodu žil několik let s Helenou Bonham Carter, která s ním hrála ve Frankensteinovi. Jeho současnou partnerkou je výtvarnice Lindsay Brunnock, která s ním spolupracovala na natáčení filmu o anglickém polárníkovi Ernestu Shackletonovi.

## Ocenění
Branagh byl nominován na Oscara v pěti rozdílných kategoriích, což z něj společně s Orsonem Wellesem, Charliem Chaplinem a Georgem Clooneym dělá rekordmana. Společně s Robertem Benignim je pak jediným člověkem neamerického původu, který získal oscarové nominace za nejlepšího herce, režiséra a scenáristu.
Krom filmové kariéry je také oceňovaným divadelním hercem a je držitelem řady divadelních cen.
V roce 1990 mu Queen's University Belfast udělila čestný doktorát za literaturu.
V roce 1994 si odmítl převzít titul komandéra Řádu britského impéria, třetí nejvyšší třídu vyznamenání, které každoročně v době svých narozenin uděluje královna Alžběta II. V roce 2012 byl nicméně za své zásluhy v oblasti dramatu a kvůli svým službám pro komunitu v Severním Irsku královnou pasován rytířem (knight bachelor) a může tak před své jméno připojit titul „Sir“.